# Leluny
Leluny (lit. Leliūnai) – miasteczko na Litwie, położone w okręgu uciańskim w rejonie uciańskim, siedziba starostwa Leluny, 15 km na zachód od Uciany, 483 mieszkańców (2001). 
Znajduje się tu kościół katolicki z pocz. XX wieku, szkoła, poczta i muzeum ceramiczne.